# Milena Canonero
Milena Canonero est une costumière et productrice d'origine italienne, née à Turin (Italie) le 1er janvier 1946. Elle est lauréate de l'Oscar des meilleurs costumes à quatre reprises.

## Biographie
Après des études à Gênes (Italie), où elle apprend notamment l'art de la conception des costumes, Milena Canonero s'installe vers la fin des années 1960 en Angleterre. Là, elle commence à travailler pour le théâtre et le cinéma, rencontrant plusieurs réalisateurs, dont Hugh Hudson et, surtout, Stanley Kubrick (qu'elle a rencontré sur le plateau de tournage de 2001, l'Odyssée de l'espace). Elle collabore avec ce dernier à trois reprises, en 1971 (Orange mécanique, son premier film comme créatrice de costumes de cinéma), en 1975 (Barry Lyndon, pour lequel elle gagne un premier Oscar), et enfin en 1980 (Shining). Aux côtés de Hudson en 1981, sur Les Chariots de feu, elle gagne ainsi un deuxième Oscar.
Depuis son mariage avec l'acteur américain Marshall Bell, le couple s'est établi aux États-Unis, à Los Angeles actuellement. Outre-Atlantique, Milena Canonero a notamment travaillé plusieurs fois avec les réalisateurs Francis Ford Coppola, Warren Beatty, Barbet Schroeder, Steven Soderbergh, ainsi qu'une fois avec Sofia Coppola — en 2006, sur Marie-Antoinette, qui lui vaudra de gagner un troisième Oscar (elle a eu cinq autres nominations à ce jour) —. Elle a aussi été créatrice de costumes sur plusieurs épisodes de la série télévisée Deux flics à Miami (1986-1987) et productrice de trois films (1987, 1988 et 1990). 
Hormis le cinéma et la télévision, elle est également créatrice de costumes pour la scène, sur des productions théâtrales et d'opéras. Entre autres, elle a déjà collaboré à plusieurs reprises avec le metteur en scène et producteur Otto Schenk, au Metropolitan Opera de New York, au Wiener Staatsoper (Opéra d'État de Vienne, Autriche), ou encore au Festival de Salzbourg (Autriche). Et récemment, elle a conçu les costumes pour un opéra de Philippe Boesmans, Yvonne, princesse de Bourgogne mis en scène par Luc Bondy, dont la création mondiale a eu lieu début 2009 à l'Opéra Garnier (Paris).

## Filmographie partielle

### Comme créatrice de costumes
au cinéma
- 1971 : Orange mécanique (A Clockwork Orange) de Stanley Kubrick
- 1975 : Barry Lyndon de Stanley Kubrick
- 1978 : Midnight Express d'Alan Parker
- 1980 : Shining de Stanley Kubrick
- 1981 : Les Chariots de feu de Hugh Hudson
- 1983 : Les Prédateurs (The Hunger) de Tony Scott
- 1984 : Cotton Club (The Cotton Club) de Francis Ford Coppola
- 1985 : Out of Africa (Souvenirs d'Afrique) de Sydney Pollack
- 1987 : Barfly de Barbet Schroeder
- 1988 : Tucker (Tucker : The Man and his Dream) de Francis Ford Coppola
- 1990 : Dick Tracy de Warren Beatty
- 1990 : Le Parrain 3 (Mario Puzo's The Godfather : Part III) de Francis Ford Coppola
- 1990 : Le Mystère von Bülow (Reversal of Fortune) de Barbet Schroeder (consultante pour les costumes, conçus par Judianna Makovsky)
- 1992 : Fatale (Damage) de Louis Malle
- 1992 : J.F. partagerait appartement (Single White Female) de Barbet Schroeder
- 1994 : La Jeune Fille et la Mort (Death and the Maiden) de Roman Polanski
- 1994 : Rendez-vous avec le destin (Love Affair) de Glenn Gordon Caron
- 1994 : Only You de Norman Jewison
- 1994 : Camilla de Deepa Mehta
- 1998 : Bulworth de Warren Beatty
- 1999 : Titus de Julie Taymor
- 2001 : L'Affaire du collier (The Affair of the Necklace) de Charles Shyer
- 2002 : Solaris de Steven Soderbergh
- 2004 : Eros, film à sketches, segment Équilibre (Equilibrium) de Steven Soderbergh
- 2004 : La Vie aquatique (The Life Aquatic with Steve Zissou) de Wes Anderson
- 2004 : Ocean's Twelve de Steven Soderbergh
- 2006 : Marie-Antoinette de Sofia Coppola
- 2006 : Belle toujours de Manoel de Oliveira
- 2007 : L'Année où mes parents sont partis en vacances (O ano em que meus pais saíram de férias) de Cao Hamburger
- 2007 : À bord du Darjeeling Limited (The Darjeeling Limited) de Wes Anderson
- 2011 : Carnage de Roman Polanski
- 2014 : The Grand Budapest Hotel de Wes Anderson
- 2021 : The French Dispatch de Wes Anderson
- 2025 : The Phoenician Scheme de Wes Anderson

à la télévision
- 1986-1987 : Série Deux flics à Miami (Miami Vice), vingt-et-un épisodes

### Comme productrice
- 1987 : Good Morning, Babylon (Good Morning Babilonia) de Paolo et Vittorio Taviani (productrice associée)
- 1988 : Fair Game (Mamba) de Mario Orfini (productrice associée et consultante pour les costumes)
- 1990 : Naked Tango de Leonard Schrader (en) (coproductrice)

## Contributions à la scène
(sélection)

### Opéras
- 1979 : Il trittico de Giacomo Puccini (Il tabarro, avec Renato Bruson ; Suor Angelica, avec Pilar Lorengar ; Gianni Schicchi, avec Walter Berry), mise en scène d'Otto Schenk, direction musicale Gerd Albrecht (production du Wiener Staatsoper)
- 1980 : La Chauve-Souris (Die Fledermaus) de Johann Strauss II, mise en scène d'Otto Schenk, avec Lucia Popp, Edita Gruberova, Bernd Weikl, Brigitte Fassbaender, direction musicale Theodor Guschlbauer (production du Wiener Staatsoper)
- 1981 : Andrea Chénier d'Umberto Giordano, mise en scène d'Otto Schenk, avec Plácido Domingo, Piero Cappuccilli, direction musicale Nello Santi (production du Wiener Staatsoper)
- 1983 : Arabella de Richard Strauss, mise en scène d'Otto Schenk, sept représentations, avec Kiri Te Kanawa, Bernd Weikl, Kathleen Battle, direction musicale Erich Leinsdorf (production du Metropolitan Opera de New York, reprise en 1984 — avec Kiri Te Kanawa, Kathleen Battle, direction musicale Marek Janowski —, puis en 1994 — avec Kiri Te Kanawa, Natalie Dessay, direction musicale Christian Thielemann —, et enfin en 2001 — avec Renée Fleming, Barbara Bonney, direction musicale Christoph Eschenbach —)
- 2009 : Yvonne, princesse de Bourgogne de Philippe Boesmans, mise en scène de Luc Bondy, décors de Richard Peduzzi, avec Yann Beuron, Mireille Delunsch, Paul Gay, direction musicale Sylvain Cambreling (production de l'Opéra Garnier, Paris)
- 2009-2010 : Tosca de Giacomo Puccini, mise en scène de Luc Bondy, décors de Richard Peduzzi, avec Karita Mattila, Marcelo Álvarez, Bryn Terfel, direction musicale James Levine (coproduction avec le Metropolitan Opera de New York)
- 2019 : Lady Macbeth du district de Mtsensk de Dmitri Chostakovitch, mise en scène Fanny Ardant, chorégraphie (La)Horde, Opéra d'Athènes [3]

### Théâtre
- 1980 : Comme il vous plaira (As you Like it), pièce de William Shakespeare, mise en scène d'Otto Schenk (production du Festival de Salzbourg)

## Distinctions

### Récompenses
- Quatre Oscars de la meilleure création de costumes décernés :
  - Oscars 1976 pour Barry Lyndon (partagé avec Ulla-Britt Söderlund)
  - Oscars 1982 pour Les Chariots de feu
  - Oscars 2007 pour Marie-Antoinette
  - Oscars 2015 pour The Grand Budapest Hotel
- Trois BAFTA des meilleurs costumes :
  - BAFTA 1982 pour Les Chariots de feu
  - BAFTA 1986 pour Cotton Club
  - BAFTA 2015 pour The Grand Budapest Hotel
- Festival du film de Hollywood 2014 : Hollywood Costume Design Award pour The Grand Budapest Hotel
- Berlinale 2017 : Ours d'or d'honneur. Le prix lui est remis dans un gala le 16 février 2017, accompagné des discours de Dieter Kosslick, directeur de la Berlinale et Jan Harlan, coproducteur de Stanley Kubrick[4].

### Nominations
- César 2019 : César des meilleurs costumes pour Les Frères Sisters